# Gabriel Montalvo Higuera
Gabriel Montalvo Higuera (* 27. Januar 1930 in Bogotá, Kolumbien; † 2. August 2006 in Rom, Italien) war ein Erzbischof der Römisch-Katholischen Kirche und Diplomat des Heiligen Stuhls.

## Leben
Nach dem Studium der Katholischen Theologie empfing Gabriel Montalvo Higuera am 18. Januar 1953 das Sakrament der Priesterweihe.
Papst Paul VI. berief ihn am 14. Juni 1974 zum Titularerzbischof von Celene und zum Apostolischen Nuntius in Honduras und Nicaragua. Die Bischofsweihe spendete ihm der Papst persönlich am 30. Juni desselben Jahres; Mitkonsekratoren waren die Kurienerzbischöfe Giovanni Benelli und Duraisamy Simon Lourdusamy. Am 18. März 1980 berief ihn Papst Johannes Paul II. zum Apostolischen Pro-Nuntius in Algerien und Tunesien und zum Apostolischen Gesandten in Libyen. Das Amt des Apostolischen Pro-Nuntius in Jugoslawien wurde Montalvo am 12. Juni 1986 übertragen. Am 17. April 1993 übernahm er die Leitung der Apostolischen Nuntiatur für Belarus. Als letzte Station seiner diplomatischen Laufbahn im Dienste des Heiligen Stuhls führte ihn die Ernennung vom 7. Dezember 1998 in die USA, wo er bis zu seiner Emeritierung am 17. Dezember 2005 als Apostolischer Nuntius und ständiger Beobachter bei der Organisation Amerikanischer Staaten in Washington, D.C. wirkte.
Vom 29. April 1993 bis zum 7. Dezember 1998 war Montalvo zudem Präsident der Päpstlichen Diplomatenakademie.
Erzbischof Montalvo starb am 2. August 2006 in Rom an Lungenkrebs, woran er noch vor seiner Emeritierung erkrankt war.